# Укртранслізинг
«Лізингова компанія «Укртранслізинг» — найбільший оператор українського ринку лізингових послуг. Спеціалізацією компанії є лізинг залізничної, авіаційної та сільськогосподарської техніки. Компанія реалізує значний обсяг лізингових операцій із залізничним рухомим складом, вкладаючи кошти в його розширення та відновлення.
Компанія «Укртранслізинг» була заснована у 1998 році за ініціативою Міністерства транспорту та Міністерства промислової політики України для забезпечення залізничного транспорту рухомим складом та підтримки вітчизняних підприємств транспортного машинобудування. На час заснування мала у своєму складі 99,9% державної частки. Станом на листопад 2004 року: Фонд державного майна України мав в «Укртранслізингу» 29,43% голосів; ТОВ «Лемтранс» мажоритарний пакет – 56,22% голосів; корпорація «Міжрегіональний промисловий союз» – 14,28%; ТОВ «Ф.М.С.» – 0,06%; громадянин Юраков Олександр Дмитрович – 0,01%. Станом на 5 березня 2012 49,97% акцій компанії належить ТОВ «Лемтранс».
Станом на 14 жовтня 2011 «Уктранслізинг» уклав угоди з підрозділами державного підприємства «Укрзалізниці» на лізинг рухомого складу на суму близько 0,6 млрд грн.
«Укртранслізинг» є членом Всеукраїнської асоціації лізингу «Укрлізинг», основною метою діяльності якої є інформаційне, методичне та наукове сприяння розвитку лізингу в Україні.